# Aviary
Aviary je páté studiové album americké zpěvačky Julie Holter. Vydáno bylo 26. října 2018 společností Domino Records. Spolu se zpěvačkou jej produkoval Kenny Gilmore. Vedoucím producentem alba je Cole M. Greif-Neill. Vydání alba bylo oznámeno v září 2018, kdy byl rovněž zveřejněn videoklip k písni „I Shall Love 2“, jehož režisérem byl Dicky Bahto.

## Seznam skladeb
1. Turn the Light On
2. Whether
3. Chaitius
4. Voce Simul
5. Everyday Is an Emergency
6. Another Dream
7. I Shall Love 2
8. Underneath the Moon
9. Colligere
10. In Gardens’ Muteness
11. I Would Rather See
12. Les Jeux to You
13. Words I Heard
14. I Shall Love 1
15. Why Sad Song